# پرویز جبه‌دار مارالانی
پرویز جَبه‌دار مارالانی (زاده سال ۱۳۲۰ خورشیدی در تبریز  ) نویسنده و استاد ممتاز بازنشسته مهندسی برق در دانشگاه تهران است. او به عنوان یکی از چهره‌های شاخص مهندسی برق در ایران شناخته می‌شود.
وی تحصیلات کارشناسی خود را در سال ۱۳۴۲ در دانشکده فنی دانشگاه تهران با کسب رتبه اول در رشته الکترومکانیک به پایان رساند. پس از آن با کسب بورس تحصیلی، تحصیلات خود را در دانشگاه کالیفرنیا، برکلی تا مقطع دکترا ادامه داد. سپس در آزمایشگاه‌های بل مشغول به کار شد که پس از مدتی ترجیح داد به ایران برگردد و به عنوان استاد دانشکده فنی دانشگاه تهران به کار مشغول شود.
پرویز جبه‌دار چندین کتاب در زمینه مهندسی برق ترجمه و تألیف کرده‌است که بیشتر آن‌ها (مانند کتاب‌های نظریه اساسی مدارها، الکترومغناطیس میدان و موج و سیگنال‌ها و سیستم‌ها) در دانشکده‌های مهندسی برق ایران به عنوان مرجع استفاده می‌شود. همچنین دو عدد از این کتب («روش‌های کامپیوتری طرح و تحلیل مدار» و «سیستم‌های کنترل نوین» در سال‌ها ۱۳۶۷ و ۱۳۷۰ به عنوان کتاب سال جمهوری اسلامی معرفی گشته‌است.
وی به عنوان استاد ممتاز و نمونه دانشگاه تهران و به عنوان اولین چهره ماندگار در رشته مهندسی برق نیز انتخاب شده‌است. همچنین ایشان یکی از برگزیدگان سومین دوره جایزه علمی علامه طباطبایی بنیاد ملی نخبگان در سال ۱۳۹۲ می‌باشند.
او عضو پیوسته فرهنگستان علوم ایران، شورای انتشارات دانشگاه تهران، هیأت مدیره انجمن مهندسان برق و الکترونیک ایران، کمیته مهندسی برق شورای عالی برنامه‌ریزی و سرپرست کمیته علمی رشته مهندسی برق، المپیاد علمی دانشجویی نیز بوده‌است.

## تالیفات
- ترجمه: نظریه اساسی مدارها و شبکه‌ها ۱ و۲  - نویسنده: چارلز دسور - ارنست کوه
- ترجمه: الکترومغناطیس میدان‌ها و امواج-نویسنده: چنگ
- ترجمه: سیگنال‌ها و سیستم‌ها -نویسنده: آلن وی اپنهایم
- مدار الکتریکی (ویژه آمادگی در کنکور ارشد برق) سوالات چهار گزینه‌ای طبقه‌بندی شده-انتشارات: مؤسسه آموزشی نصیر